# Brett Helquist
Brett L. Helquist (* 1966) je americký ilustrátor. Je znám svými díly v dětských knihách Řada nešťastných příhod. Jeho ilustrace ze série se objevovaly v médiích, ilustroval i další knihy, obálky audionosičů, kalendáře a jiné.
Podle biografických informací vydaných v knihách Řada nešťastných příhod se narodil v Gonad Arizoně, žil v Oremu v Utahu. Nyní žije v New Yorku (2004). Získal titul bakaláře krásných umění na univerzitě Brighama Younga. Jeho kresby byly vydávány v dětském časopise Cricket a v New York Times.
Kromě třinácti knih ze série Řada nešťastných příhod vytvořil ilustrace pro dětské knihy:
- The Wright 3
- Chasing Vermeer
- Milly and the Macy's Parade
- The Revenge of Randal Reese-Rat
- knihy v sérii Tales from the House of Bunnicula od Jamese Howea:
  - It Came from Beneath the Bed!
  - Howie Monroe and the Doghouse of Doom
  - Screaming Mummies of the Pharaoh's Tomb II
  - Bud Barkin, Private Eye
  - The Odorous Adventures of Stinky Dog

Také napsal a ilustroval Roger, the Jolly Pirate, vydáno v roce 2004.
Také vytvořil nové obálky ilustracemi pro přetisk do série „Green Knowe“:
- The Children of Green Knowe
- The Treasure of Green Knowe (jako The Chimneys of Green Knowe)
- The River at Green Knowe
- A Stranger at Green Knowe
- An Enemy at Green Knowe
- The Stones of Green Knowe